# Olympische Sommerspiele 2000/Moderner Fünfkampf
Bei den XXVII. Olympischen Sommerspielen 2000 in Sydney fanden zwei Wettbewerbe im Modernen Fünfkampf statt. Erstmals stand ein Wettbewerb für Frauen auf dem Programm. Wie bereits vier Jahre zuvor wurden alle Disziplinen an einem Tag ausgetragen, alle Wettkampfstätten befanden sich im Sydney Olympic Park.

## Medaillenspiegel
| Platz | Land               | Gold | Silber | Bronze | Gesamt |
| ----- | ------------------ | ---- | ------ | ------ | ------ |
| 1     | Großbritannien     | 1    | –      | 1      | 2      |
| 2     | Russland           | 1    | –      | –      | 1      |
| 3     | Ungarn             | –    | 1      | –      | 1      |
| 3     | Vereinigte Staaten | –    | 1      | –      | 1      |
| 5     | Belarus            | –    | –      | 1      | 1      |

## Zeitplan
| Zeit  | Sportart                | Wettkampfstätte                     |
| ----- | ----------------------- | ----------------------------------- |
| 06:45 | Luftpistolenschießen    | The Dome and Exhibition Complex     |
| 08:00 | Degenfechten            | The Dome and Exhibition Complex     |
| 11:25 | 200 m Freistilschwimmen | Sydney International Aquatic Centre |
| 13:45 | Springreiten            | Sydney Baseball Stadium             |
| 16:20 | 3000 m Crosslauf        | Sydney Baseball Stadium             |

## Ergebnisse

### Einzel Männer
| Platz | Land | Sportler               | Punkte |
| ----- | ---- | ---------------------- | ------ |
| 1     | RUS  | Dmitri Swatkowski      | 5376   |
| 2     | HUN  | Gábor Balogh           | 5353   |
| 3     | BLR  | Pawal Douhal           | 5338   |
| 4     | FRA  | Sébastien Deleigne     | 5326   |
| 5     | UKR  | Wadym Tkatschuk        | 5274   |
| 6     | USA  | Chad Senior            | 5256   |
| 7     | LTU  | Andrejus Zadneprovskis | 5236   |
| 8     | FRA  | Olivier Clergeau       | 5217   |
| 9     | USA  | Velizar Iliev          | 5207   |
| 10    | UKR  | Georgij Chimeris       | 5188   |
|       |      |                        |        |
| 16    | GER  | Eric Walther           | 4979   |

Datum: 30. September 2000 

24 Teilnehmer aus 19 Ländern

### Einzel Frauen
| Platz | Land | Sportlerin             | Punkte |
| ----- | ---- | ---------------------- | ------ |
| 1     | GBR  | Stephanie Cook         | 5381   |
| 2     | USA  | Emily deRiel           | 5310   |
| 3     | GBR  | Kate Allenby           | 5273   |
| 4     | USA  | Mary Beth Iagorashvili | 5129   |
| 5     | POL  | Paulina Boenisz        | 5099   |
| 6     | BLR  | Schanna Schubenok      | 5086   |
| 7     | RUS  | Jelisaweta Suworowa    | 5076   |
| 8     | LAT  | Jeļena Rubļevska       | 5051   |
| 9     | ITA  | Claudia Cerutti        | 5026   |
| 10    | FRA  | Caroline Delemer       | 4992   |
|       |      |                        |        |
| 12    | SUI  | Florence Dinichert     | 4953   |
| 21    | GER  | Elena Reiche           | 4302   |

Datum: 30. September 2000 

24 Teilnehmerinnen aus 18 Ländern